# 哈德森鎮區 (阿肯色州牛頓縣)
哈德森鎮區（英語：Hudson Township）是位於美國阿肯色州牛頓縣的一個行政鎮區。

## 地方資料
哈德森鎮區的面積為49.08平方千米，當中陸地面積為48.88平方千米，而水域面積為0.20平方千米。根據2010年美國人口普查的數據，當地共有人口327人，而人口密度為每平方千米6.66人。